# Kurt Lischka
Kurt Lischka (Breslau, 16 augustus 1909 – Brühl, 5 april 1989) was een Duitse oorlogsmisdadiger,  SS-Obersturmbannführer (luitenant-kolonel) en Gestapo-chef in Parijs. Hierbij werkte hij samen met Helmut Knochen en Karl Oberg.
Hij nam tijdens de Tweede Wereldoorlog actief deel aan de Holocaust. Na de oorlog werd hij in 1950 bij verstek veroordeeld tot een levenslange gevangenisstraf door een Franse militaire rechtbank.
Bijna dertig jaar later, in 1979, werd hij voor de rechtbank in Keulen gedaagd, samen met Ernst Heinrichsohn en Herbert Hagen. Op 11 februari 1980 werd Lischka veroordeeld tot een gevangenisstraf van tien jaren, maar hij werd al in 1985 vervroegd vrijgelaten.
Hij overleed in 1989 in een bejaardentehuis in Brühl.

## Carrière
- SS-Mann: 1 juni 1933[2]
- SS-Sturmmann: 9 ..... 1934[2]
- SS-Rottenführer: 13 .....  1936[2]
- SS-Sturmbannführer: 11 september 1938[2]
- SS-Obersturmbannführer: 20 april 1942[3]

## Lidmaatschapsnummer
- NSDAP-nr.: 4 583 185[3][4]
- SS: 195 590[3] (lid 1 juni 1933)

## Decoraties
- SS-Ehrenring[3]
- Ehrendegen des Reichsführers-SS[3]